# Излечить страх
Излечить страх — исторический фильм режиссёра Александра Пархоменко о святителе Луке Крымском
, снятый в 2013 году.

## Сюжет
В основе сюжета картины лежит драматичная судьба великого хирурга и священнослужителя В. Ф. Войно-Ясенецкого (Святителя Луки). Валентин Войно-Ясенецкий, молодой врач, вместе с больной туберкулёзом женой и четырьмя детьми переезжает в Ташкент, который охвачен гражданской войной и интервенцией. Войно-Ясенецкий начинает работать главным врачом в городской больнице, оперируя под пулями постоянных уличных боёв и спасая сотни больных. 
Он также борется за жизнь любимой жены, умирающей от туберкулёза. В это непростое время он становится священником, оставаясь при этом хирургом. С этого времени он никогда не изменял ни кресту, ни скальпелю. Много испытаний и лишений выпадает на долю талантливого врача и священника Войно-Ясенецкого, но он с честью и достоинством проходит все испытания.
Проведя в общей сложности 11 лет в ссылке, он как талантливый врач и человек глубокой веры, врачевал и души и тела людей.

## В ролях
- Виталий Безруков — Лука
- Андрей Саминин — молодой Лука
- Екатерина Гусева — Анна Ланская
- Виктория Малекторович — Софья Велецкая
- Алексей Шевченков — Иван Петрович Михайловский, хирург
- Александр Яцко — Зверев
- Владимир Гостюхин — дед Луки
- Иван Мацкевич — следователь
- Александр Числов — Андрей
- Татьяна Казанцева — Лена, дочь Луки
- Василий Голованов — Григорий Александрович Ротенберг
- Ольга Гришина — Лена, дочь Луки
- Артём Позняк
- Андрей Бондарчук — санитар

## Съёмочная группа
- Режиссёр: Александр Пархоменко
- Оператор: Сергей Рябец
- Художник-постановщик: Сергей Бржестовский
- Композиторы: Геннадий Пугачев,Вадим Борисенко
- Продюсер: Олег Сытник

## Награды
- 2013 — XI МКФ «Покров» (Киев):
  - 1-я премия конкурса игрового кино
  - приз за лучшую мужскую роль (Виталий Безруков)
- 2013 — Специальный приз президента Республики Беларусь А. Лукашенко, режиссеру-постановщику А.Пархоменко «за гуманизм и духовность в кино» на XX МКФ «Лістапад» (Минск)
- 2013 — Специальный приз Светланы Медведевой за глубокое раскрытие темы «Воплощение святости на экране» на ХХ МКФ «Лучезарный ангел» (Москва)
- 2013 — VIII МКФ «Крест Святого Андрея» (Тбилиси):
  - Гран-при
  - Приз Христианской киноассоциации за выбор героя и бережное отношение к личности Святого врача преданного Богу и профессии (Александр Пархоменко)